# تولپروپامین
تولپروپامین یک آنتی‌هیستامین و یک آنتی‌کولینرژیک است که به عنوان ضدخارش استفاده می شود.